# 望江楼 (齐齐哈尔)

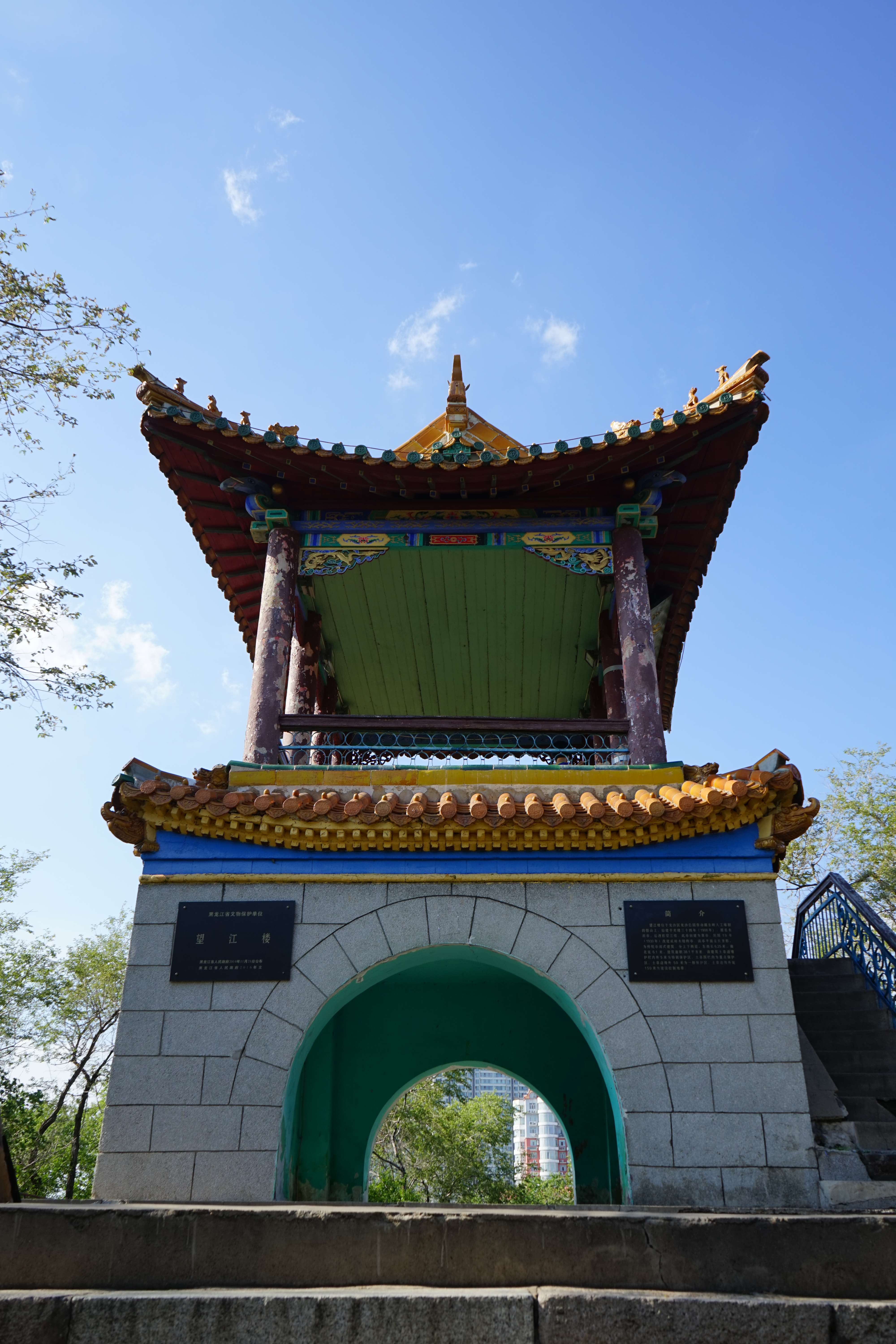
望江楼

望江楼始建于1908年，位于黑龍江省齊齊哈爾龙沙公园劳动湖东畔的假山上。黑龙江巡抚周树模邀请张朝墉设计改建仓西公园（今龙沙公园），就在这时建设的，其初名未雨亭，登亭西望，江水波光粼粼，岸边绿树成荫。1930年将草亭改建为砖木结构亭。望江楼三字为朱德所题。现为黑龙江省文物保护单位。